# Ардатовский район (Мордовия)
Арда́товский райо́н (эрз. Орданьбуе, мокш. Ардатовань аймак) — административно-территориальная единица и муниципальное образование (муниципальный район) в составе Республики Мордовия Российской Федерации.
Административный центр — город Ардатов

## География
Расположен на северо-востоке республики. Граничит с: на севере — Нижегородской областью, на востоке — с Чувашской Республикой и Ульяновской областью, на юге — с Атяшевским районом, на западе — с Ичалковским районом и Большеигнатовским районом. С запада на восток район пересекает река Алатырь. На её левобережной надпойменной террасе расположены большие лесные массивы, преимущественно смешанного леса . Правый берег и север района занимают обширные поля, вовлечённые в сельскохозяйственный оборот. Лесистость района 25,1 %.
В лесах обитают лось, кабан, косуля, куница, норка, бобр, глухарь. В сохранившихся на крутых склонах и балках степных экосистемах встречаются виды из Красной книги Республики Мордовия — кизильник черноплодный, адонис весенний, осока приземистая и др.
К толще мезокайнозойских отложений приурочены месторождения кирпичных глин (Ардатовское, Каласевское, Кельвяднинское, Куракинское), песков для силикатных изделий (Андреевское), строительных песков (Каласевское), охры для минеральных красок (Чукальское), проявления керамзитовых глин (Спасско-Мурзинское, Тургеневское). В долине р. Алатырь находятся небольшие месторождения торфа. Эксплуатационные запасы подземных вод сосредоточены в карбонатном каменноугольно-пермском водоносном горизонте — 54,8 тыс. м3/сут, из которых 7,4 тыс. м3/сут имеют минерализацию до 1 г/дм3. По химическому составу воды сульфатные магниевые. Для подземных вод характерно повышенное содержание фтора, железа. Перспективным направлением оптимизации централизованного водоснабжения является поиск месторождений подземных вод в пределах распространения волжско-валанжинского водоносного горизонта, которые в настоящее время используются путем обустройства колодцев и родников.
Основной водной артерией является река Алатырь, левый приток Суры; менее крупные реки Меня, Малая Сарка. Норма годового стока Алатыря в створе г. Ардатова — 43 м3/с, его объем 1 357 млн м3 в год. Распределение стока в течение года неравномерное. В средний по водности год 80,4 % его годового объема проходит весной, 5,9 % — зимой и 13,7 % — летом и осенью. В пойме Алатыря много озёр-стариц.
В структуре почвенного покрова сельскохозяйственных угодий черноземы (60 %), серые лесные (16 %), пойменные (11 %), дерново-подзолистые почвы (5 %). Доминирующая площадь сосновых, смешанных и широколиственных лесов тяготеет к песчаным низинам левобережья Алатыря.
Наивысшая точка района — 288 м (у села Кельвядни), низшая — 83 м (урез р. Алатырь на границе с Чувашией)

### Климат
Климат района умеренно-континентальный. Средняя температура января −10 °C, абсолютный минимум −45 °C. Средняя температура июля +20 °C, абсолютный максимум +40 °C. Среднегодовое количество осадков 460 мм.
Особо охраняемые природные территории
Особо охраняемые природные территории Ардатовского района:
- Ардатовский комплексный государственный заказник в 10 км к северо-западу от Ардатова. Создан 17.04.1967 г. в целях сохранения численности диких копытных животных, речного бобра, выхухоли, водоплавающей дичи.
- Дубовая роща площадью около 21 га в 6 км к юго-востоку от посёлка Тургенево.
- Лиственичная роща площадью около 0,2 га в Ардатове.
- Урочище «Шмелев пруд» — пруд с участком леса площадью около 21 га.
- Торфяные болота «Оброчная статья 4» площадью около 8 и 13 га.
- Торфяное болото площадью 45,5 га в Заводском лесничестве. Место обитания бобра и многих видов водоплавающих птиц.
- Заболоченный участок леса площадью 18 га, являющийся местом гнездования журавлей и серых цапель.
- Озеро «Долгое» на левом берегу Алатыря напротив села Луньга. Место произрастания чилима.

## История
Образован 16 июля 1928 года из бывшего Ардатовского уезда Симбирской губернии (с 1924 года — Ульяновской губернии). После упразднения деления в РСФСР на губернии преобразован в Ардатовский район Мордовского округа в составе Средне-Волжской области. 10 января 1930 года округ был преобразован в Мордовскую автономную область. В 1934 году вошёл в состав новообразованной Мордовской АССР. 11 марта 1959 года к Ардатовскому району была присоединена часть территории упразднённого Козловского района.

## Органы власти
Главы муниципального района
С 10 ноября 2016 г.-Антипов Александр Николаевич

## Население
| 1970    | 1979    | 1989    | 2002    | 2005    | 2006    | 2007    |
| ------- | ------- | ------- | ------- | ------- | ------- | ------- |
| 48 300  | ↘41 871 | ↘36 494 | ↘31 565 | ↘30 694 | ↘30 218 | ↘29 722 |
| 2008    | 2009    | 2010    | 2011    | 2012    | 2013    | 2014    |
| ↘29 310 | ↘28 804 | ↗29 446 | ↘29 254 | ↘28 644 | ↘27 930 | ↘27 214 |
| 2015    | 2016    | 2017    | 2018    | 2019    | 2020    | 2021    |
| ↘26 689 | ↘26 168 | ↘25 694 | ↘25 192 | ↘24 617 | ↘23 982 | ↗24 545 |

### Урбанизация
В городских условиях (город Ардатов и рабочий посёлок Тургенево) проживают 54,23 % населения района.

### Национальный состав
Эрзяне — 57,85 %, русские — 41,34 %.

## Административное деление
В Ардатовский район как административно-территориальную единицу входят: 1 город районного значения, 1 рабочий посёлок и 14 сельсоветов.
В Ардатовский муниципальный район, в рамках организации местного самоуправления, входят 16 муниципальных образований, в том числе 2 городских поселения и 14 сельских поселений.
Сельсоветы одноимённы образованным в их границах сельским поселениям, а город районного значения и рабочий посёлок — городским поселениям.
| №  | Муниципальное образование                | Административный центр    | Количество населённых пунктов | Население (чел.) | Площадь (км²) |
| -- | ---------------------------------------- | ------------------------- | ----------------------------- | ---------------- | ------------- |
| 1  | Городское поселение Ардатов (Мордовия)   | город Ардатов             | 1                             | ↗8857            | 33.52         |
| 2  | Тургеневское городское поселение         | рабочий посёлок Тургенево | 2                             | ↘4453            | 28.00         |
| 3  | Ардатовское сельское поселение           | посёлок Ардатов           | 1                             | ↘558             | 51.36         |
| 4  | Баевское сельское поселение              | село Баево                | 2                             | ↗1577            | 44.87         |
| 5  | Каласевское сельское поселение           | село Каласево             | 5                             | ↗844             | 93.22         |
| 6  | Кечушевское сельское поселение           | село Кечушево             | 3                             | ↗607             | 102.29        |
| 7  | Куракинское сельское поселение           | село Куракино             | 5                             | ↗457             | 71.64         |
| 8  | Кученяевское сельское поселение          | село Кученяево            | 4                             | ↗876             | 122.87        |
| 9  | Луньгинско-Майданское сельское поселение | село Луньгинский Майдан   | 2                             | ↘252             | 62.16         |
| 10 | Низовское сельское поселение             | село Низовка              | 1                             | ↘517             | 37.30         |
| 11 | Октябрьское сельское поселение           | посёлок Октябрьский       | 4                             | ↘946             | 49.08         |
| 12 | Пиксясинское сельское поселение          | село Пиксяси              | 1                             | ↗296             | 24.60         |
| 13 | Редкодубское сельское поселение          | село Редкодубье           | 11                            | ↗2057            | 199.79        |
| 14 | Силинское сельское поселение             | село Силино               | 11                            | ↘445             | 137.32        |
| 15 | Урусовское сельское поселение            | село Урусово              | 2                             | ↗832             | 51.91         |
| 16 | Чукальское сельское поселение            | село Чукалы               | 2                             | ↗971             | 82.68         |

Бывшие муниципальные и административно-территориальные единицы
Первоначально в муниципальном районе в 2005 году было образовано 30 муниципальных образований, в том числе 2 городских поселения и 28 сельских поселений. Последним соответствовали 28 сельсоветов.
В 2009 году были упразднены: Безводинское и Половское сельские поселения (объединены с Кечушевским сельским поселением); Малокузьминское (объединено с Куракинским сельским поселением); Большеполянское (объединено с Редкодубским сельским поселением); аналогичные изменения произведены с одноимёнными сельсоветами.
В 2013 году были упразднены: Луньгинское сельское поселение (объединено с Манадышским-2 сельским поселением); Манадышское-1 (объединено с Силинским сельским поселением), Староардатовское (объединено с Октябрьским сельским поселением); аналогичные изменения произведены с одноимёнными сельсоветами.
В 2018 году были упразднены: Жабинское и Жарёнское сельские поселения, объединены с Урусовским и Чукальским сельскими поселениями соответственно; аналогичные изменения произведены с одноимёнными сельсоветами.
В 2019 году были упразднены: Лесозаводское и Турдаковское сельские поселения (объединены с Редкодубским сельским поселением); также Солдатское сельское поселение (объединено c Силинским сельским поселением); аналогичные изменения произведены с одноимёнными сельсоветами.
В 2020 году были упразднены: Кельвядинское и Манадышское-2 сельские поселения, объединены с Кученявским и Каласевским сельскими поселениями соответственно; аналогичные изменения произведены с одноимёнными сельсоветами.

### Населённые пункты
В Ардатовском районе 56 населённых пунктов.
| №  | Населённый пункт     | Тип              | Население | Муниципальное образование                |
| -- | -------------------- | ---------------- | --------- | ---------------------------------------- |
| 1  | Андреевка            | село             | ↘132      | Кученяевское сельское поселение          |
| 2  | Ардатов              | город            | ↗8857     | городское поселение Ардатов              |
| 3  | Ардатов              | посёлок          | ↘558      | Ардатовское сельское поселение           |
| 4  | Баево                | село             | ↘1834     | Баевское сельское поселение              |
| 5  | Басово               | посёлок разъезда | ↘0        | Баевское сельское поселение              |
| 6  | Безводное            | село             | ↘176      | Кечушевское сельское поселение           |
| 7  | Большие Поляны       | село             | ↘214      | Редкодубское сельское поселение          |
| 8  | Большое Кузьмино     | село             | ↘168      | Куракинское сельское поселение           |
| 9  | Грозная Крепость     | деревня          | ↘26       | Силинское сельское поселение             |
| 10 | Жабино               | село             | ↘293      | Урусовское сельское поселение            |
| 11 | Жарёнки              | село             | ↘275      | Чукальское сельское поселение            |
| 12 | Каласево             | село             | ↘320      | Каласевское сельское поселение           |
| 13 | Калиновка-Мордовская | посёлок          | ↘4        | Редкодубское сельское поселение          |
| 14 | Канаклейка           | деревня          | ↘217      | Каласевское сельское поселение           |
| 15 | Кельвядни            | село             | ↘352      | Кученяевское сельское поселение          |
| 16 | Кечушево             | село             | ↘566      | Кечушевское сельское поселение           |
| 17 | Красные Полянки      | посёлок          | ↗1        | Октябрьское сельское поселение           |
| 18 | Красные Поляны       | село             | ↘54       | Октябрьское сельское поселение           |
| 19 | Куракино             | село             | ↘157      | Куракинское сельское поселение           |
| 20 | Кученяево            | село             | ↘763      | Кученяевское сельское поселение          |
| 21 | Лесозавод            | посёлок          | ↘268      | Редкодубское сельское поселение          |
| 22 | Луньга               | село             | ↘250      | Каласевское сельское поселение           |
| 23 | Луньгинский Майдан   | село             | ↘279      | Луньгинско-Майданское сельское поселение |
| 24 | Малое Игнатово       | деревня          | ↘35       | Силинское сельское поселение             |
| 25 | Малое Кузьмино       | село             | ↘230      | Куракинское сельское поселение           |
| 26 | Малые Горки          | деревня          | ↘38       | Силинское сельское поселение             |
| 27 | Манадыши Вторые      | село             | ↘251      | Каласевское сельское поселение           |
| 28 | Манадыши Первые      | село             | ↘185      | Силинское сельское поселение             |
| 29 | Михайловка           | село             | ↘1        | Редкодубское сельское поселение          |
| 30 | Мокровка             | посёлок          | ↗1        | Редкодубское сельское поселение          |
| 31 | Неусыпаевка          | деревня          | ↘17       | Силинское сельское поселение             |
| 32 | Низовка              | село             | ↘576      | Низовское сельское поселение             |
| 33 | Никитино             | деревня          | ↘22       | Силинское сельское поселение             |
| 34 | Новоклейка           | деревня          | →1        | Силинское сельское поселение             |
| 35 | Октябрьский          | посёлок          | ↗916      | Октябрьское сельское поселение           |
| 36 | Олевка               | село             | ↘13       | Куракинское сельское поселение           |
| 37 | Пиксяси              | село             | ↘270      | Пиксясинское сельское поселение          |
| 38 | Полое                | село             | ↘154      | Кечушевское сельское поселение           |
| 39 | Редкодубье           | село             | ↗1365     | Редкодубское сельское поселение          |
| 40 | Саврасово            | деревня          | ↘30       | Куракинское сельское поселение           |
| 41 | Светотехника         | посёлок          | →0        | Тургеневское городское поселение         |
| 42 | Силино               | село             | ↘187      | Силинское сельское поселение             |
| 43 | Смольково            | село             | ↘149      | Редкодубское сельское поселение          |
| 44 | Солдатское           | село             | ↘197      | Силинское сельское поселение             |
| 45 | Сосновое             | село             | ↘61       | Редкодубское сельское поселение          |
| 46 | Спасские Мурзы       | деревня          | ↘140      | Луньгинско-Майданское сельское поселение |
| 47 | Старое Ардатово      | село             | ↗296      | Октябрьское сельское поселение           |
| 48 | Суподеевка           | деревня          | ↘20       | Редкодубское сельское поселение          |
| 49 | Суродеевка           | деревня          | ↘168      | Каласевское сельское поселение           |
| 50 | Тургенево            | рабочий посёлок  | ↘4453     | Тургеневское городское поселение         |
| 51 | Турдаково            | село             | ↗318      | Редкодубское сельское поселение          |
| 52 | Ульяновка            | деревня          | ↘20       | Силинское сельское поселение             |
| 53 | Урусово              | село             | ↘607      | Урусовское сельское поселение            |
| 54 | Федоровка            | посёлок          | ↘0        | Редкодубское сельское поселение          |
| 55 | Черновка             | деревня          | ↘12       | Силинское сельское поселение             |
| 56 | Чукалы               | село             | ↘674      | Чукальское сельское поселение            |

### Упразднённые населённые пункты
- в 2003 году деревня Вихляевка и посёлок Ульяновка[30].
- в 2009 году деревня Анютино и посёлок Заря[31].
- деревни Петровка Куракинского сельского поселения (8 сентября 2011)[32];

## Экономика
Район, преимущественно, аграрный, но обладает и развитой промышленностью. На территории района в рабочем посёлке Тургенево расположено старейшее светотехническое предприятие Мордовии — Ардатовский светотехнический завод. В 2008 году объём отгруженных товаров собственного производства 0,9 млрд руб.
Список наиболее успешно работающих предприятий района:
- ООО ПМК-1157
- ОАО «ВолгаТелеком» филиал Республики Мордовия Чамзинский МУЭС — Ардатовский РУЭС
- Чукальское ПО
- СХПК «Путь Ленина»
- СХПК «Воля»
- СХПК «Пиксясинский»
- ОАО «Ардатовский светотехнический завод»(«АСТЗ»)
- Ардатовский филиал Агрофирмы «Мордовзерноресурс»
- ЗАО «АгроАрдатов»

## Транспорт
В районе 218 км дорог с твердым покрытием. По территории района проходит Горьковская железная дорога.

## Культура
Достопримечательности района:
- Троицкая церковь в селе Андреевка, памятник архитектуры 1751 года.
- Дом-музей скульптора С. Д. Эрьзи (Нефедова) в селе Баево.
- В историческом центре города Ардатова сохранились здания, построенные в XVIII—XIX вв.
- Казанская Ключевская мужская пустынь в поселке Тургенево.

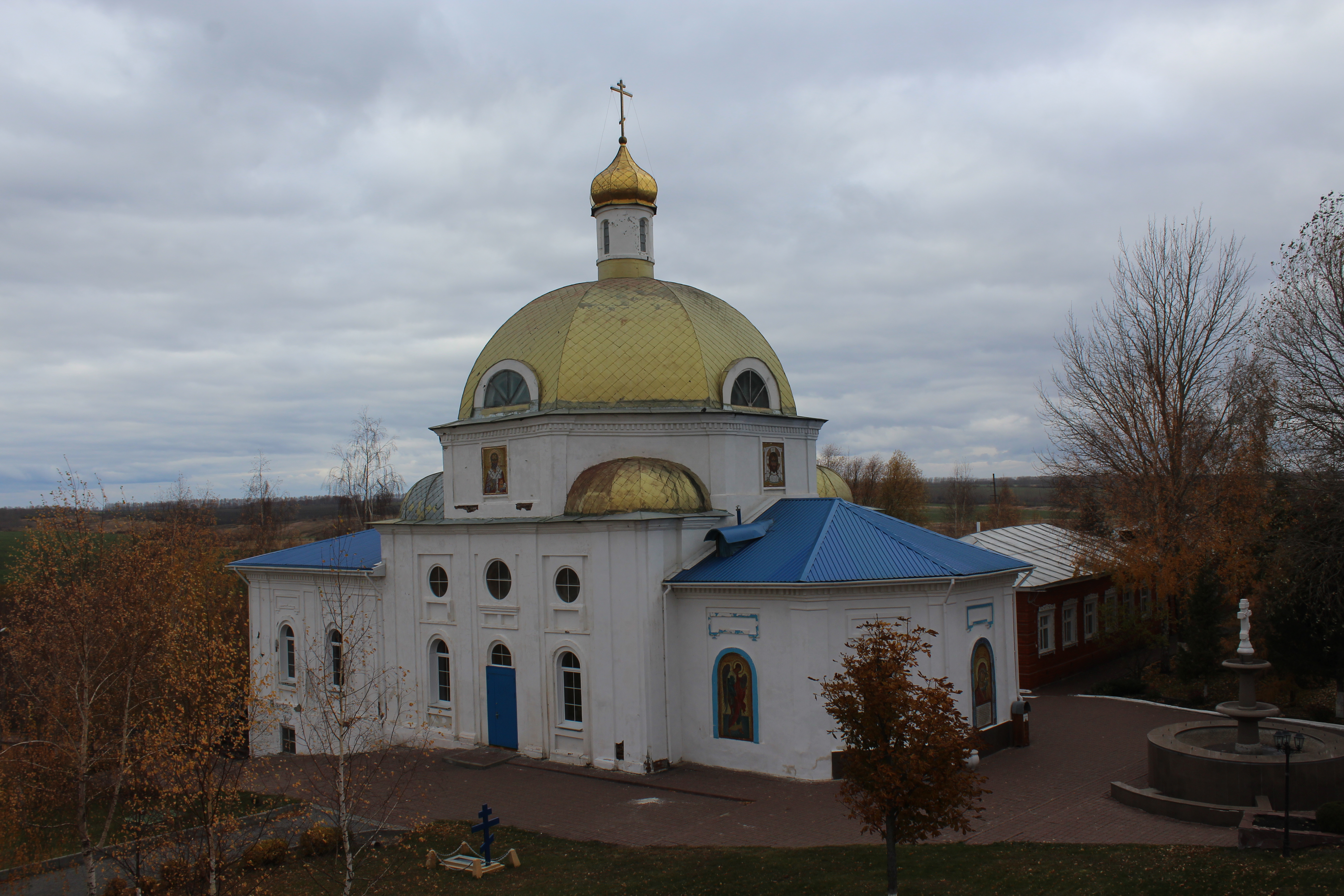
Храм в честь иконы Божией Матери «Казанская». Тургеневская Казанская Ключевская мужская пустынь

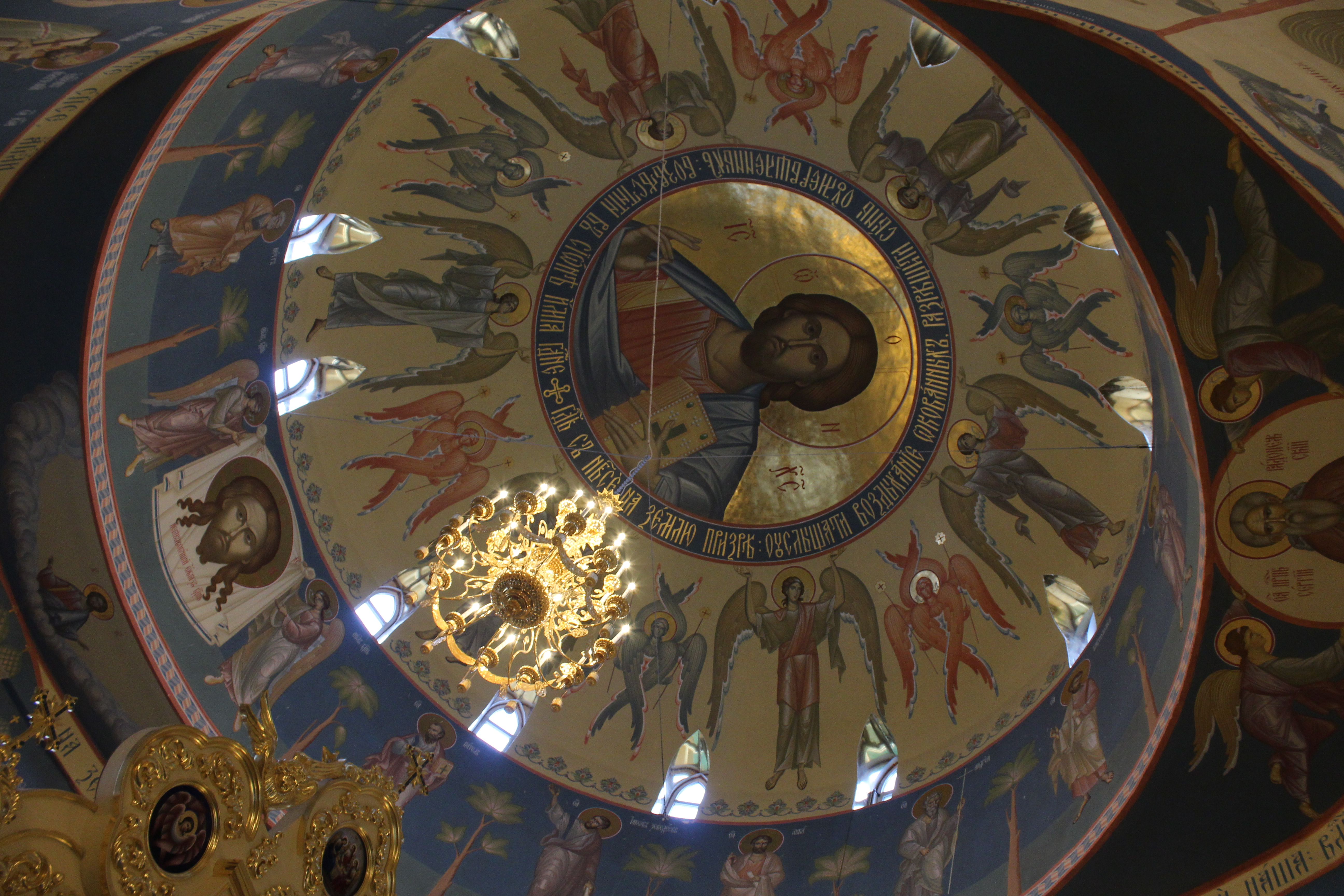
Декор купола в храме. Тургеневская Казанская Ключевская мужская пустынь

## Образование
В районе два училища — медицинское и одно из старейших в Мордовии профессиональное ПУ № 8 им. А. Пожарского, существующее с 1917 года.

## Известные люди
- С. Д. Эрьзя— всемирно известный скульптор, родился в селе Баево.
- Д. В. Воскресенский — священник, причислен к лику святых, родился в селе Урусово.